# Пуластья
Пула́стья (санскр. पुलस्त्य, IAST: Pulastya) — в индуистской мифологии один из Праджапати. Также является манаса-путрой, или рождённым разумом Брахмы.
По мифическому преданию, через Пуластью Брахмой были переданы людям многие пураны; в то же время он сам благословляет мудреца Парашару на написание пуран.
Существенное значение имеет т. н. «Тиртхаятра Пуластьи» (Мбх. III 80—83), в которой Пуластья рассказывает Бхишме об важности и величии всех святых мест Индии. И поэтому затем он стал называться гуру Бхишмы. Эта тиртхаятра охватывает весь субконтинент и является единственной в своём роде, а также надёжным источником по географии Древней Индии.
Однажды Пуластья, как отец ракшасов, спас их от гибели. Он отговорил мудреца Парашару совершить жертвоприношение, которым тот хотел уничтожить всех ракшасов.
Пуластья упоминается также как брахма-риши (мудрец-брахман), дева-риши (божественный мудрец) и випрайоги.

## Потомки Пуластьи
Пуластья имел несколько жён согласно индуистской мифологии. В их число входят Прити, Хавирбху (дочь Кардамы; другое имя — Манини), Сандхья (олицетворение сумерек) и Пратичи.
От Пуластьи произошли ванары (обезьяны), киннары, ракшасы (Мбх. I 60, 7), гандхарвы и якши. Детьми Пуластьи считаются Аджьяпы («пьющие очищенное масло»), один из разрядов питаров (предков) .
От жены Прити имел сына Даттоли (Дамбхоли). Этот сын в предыдущем рождении в манвантару Сваямбхувы Ману был мудрецом Агастьей, согласно Вишну-пуране.
Самый известный сын — Вишрава. На этот счёт есть специальная легенда.
Однажды в Третаюгу Пуластья совершал подвижничество на горе Меру. Рядом то же самое делал мудрец Тринабинду. Но появились в ашраме небесные девы со любовниками и своими эротическими играми и танцами осквернили территорию ашрамы. Пуластья разгневался и разразился проклятием. Отныне любая дева, входящая в ашраму, должна была забеременеть. Не зная это, дочь мудреца Тринабинду Манини зашла в ашраму и забеременела от Пуластьи. Последний женился на ней и родился у них Вишрава. В Махабхарате про этого мудреца говорится, что он половина Пуластьи и был рождён последним в гневе.

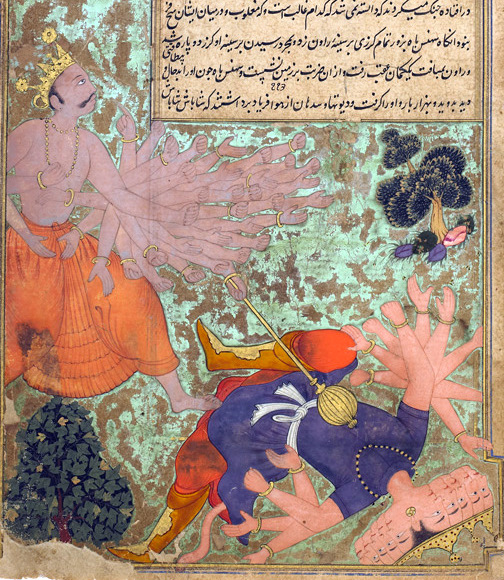
Внук Пуластьи Равана и Арджуна Картавирья

В свою очередь у Вишравы две жены  — Кайкаси и Деваварнини, или Илавида, дочь отшельника из Солнечной династии. От Кайкаси он имел трёх сыновей — Равану, Кумбхакарну, Вибхишану и дочь Шурпанакху. Все они являются героями Рамаяны и называются потомками Пуластьи. От Илавиды у Вишравы родился Вайшравана, или Кубера. Иногда говорится, что последний был рождён от коровы и Вишравы.
В Махабхарате однажды говорится, что все сыновья Пуластьи родились на земле как братья Дурьодханы, то есть Кауравами, и вместе с ним их было 101.
Также в Брахмаданда-пуране рассказывается, что внук Пуластьи Равана встретил героя Картавирью Арджуну на берегах реки Нармады, а тот заключил его в тюрьму. Пуластья был огорчён, услышав о заключении внука, и пошёл к Картавирье Арджуне, и объяснил ему, что Равану нужно освободить, что тот и сделал.